# Haranga orientalis
Haranga orientalis är en insektsart som beskrevs av Walker 1851. Haranga orientalis ingår i släktet Haranga och familjen dvärgstritar. Inga underarter finns listade i Catalogue of Life.